# Bryotropha terrella
Bryotropha terrella — вид лускокрилих комах з родини виїмчастокрилі молі (Gelechiidae). Поширений в Європі.

## Опис
Розмах крил 14-16 мм. Передні крила дуже мінливі за основним кольором — темно-коричневі, відтінки коричневого та сірого до кремового, темно-блискуча бронзова основа кости з пурпуровим відтінком. По-різному показують плями «bryotropha», підкінцеву фасцію та плями навколо кінчика крила. Задні крила сірі. Певна ідентифікація здійснюється за допомогою мікроскопічного дослідження геніталій. 

## Спосіб життя
Молі літають з травня по серпень залежно від місця розташування. Личинки харчуються різними мохами та травами, включаючи Rhytidiadelphus squarrosus, Syntrichia ruraliformis, Hypnum jutlandicum, Calliergonella cuspidata та Agrostis capillaris.